# Adeonellopsis
Adeonellopsis är ett släkte av mossdjur. Adeonellopsis ingår i familjen Adeonidae.
Kladogram enligt Catalogue of Life:
| Adeonellopsis | \| \| Adeonellopsis antilleana \| \| \| \| \| \| Adeonellopsis arculifera \| \| \| \| \| \| Adeonellopsis baccata \| \| \| \| \| \| Adeonellopsis coscinophora \| \| \| \| \| \| Adeonellopsis crosslandi \| \| \| \| \| \| Adeonellopsis distoma \| \| \| \| \| \| Adeonellopsis falcifera \| \| \| \| \| \| Adeonellopsis foliacea \| \| \| \| \| \| Adeonellopsis hexangularis \| \| \| \| \| \| Adeonellopsis meandrina \| \| \| \| \| \| Adeonellopsis multiporosa \| \| \| \| \| \| Adeonellopsis parvipuncta \| \| \| \| \| \| Adeonellopsis pentapora \| \| \| \| \| \| Adeonellopsis portmarina \| \| \| \| \| \| Adeonellopsis sulcata \| \| \| \| \| \| Adeonellopsis tuberculata \| \| \| \| \| \| Adeonellopsis unilamellosa \| \| \| \| |
|               | \| \| Adeonellopsis antilleana \| \| \| \| \| \| Adeonellopsis arculifera \| \| \| \| \| \| Adeonellopsis baccata \| \| \| \| \| \| Adeonellopsis coscinophora \| \| \| \| \| \| Adeonellopsis crosslandi \| \| \| \| \| \| Adeonellopsis distoma \| \| \| \| \| \| Adeonellopsis falcifera \| \| \| \| \| \| Adeonellopsis foliacea \| \| \| \| \| \| Adeonellopsis hexangularis \| \| \| \| \| \| Adeonellopsis meandrina \| \| \| \| \| \| Adeonellopsis multiporosa \| \| \| \| \| \| Adeonellopsis parvipuncta \| \| \| \| \| \| Adeonellopsis pentapora \| \| \| \| \| \| Adeonellopsis portmarina \| \| \| \| \| \| Adeonellopsis sulcata \| \| \| \| \| \| Adeonellopsis tuberculata \| \| \| \| \| \| Adeonellopsis unilamellosa \| \| \| \| |
|               | Adeona |
|               | |
|               | Bracebridgia |
|               | |
|               | Dimorphocella |
|               | |
|               | Kubaninella |
|               | |
|               | Laminopora |
|               | |
|               | Reptadeonella |
|               | |
|               | Schizostomella |
|               | |
|               | Adeonellopsis antilleana |
|               | |
|               | Adeonellopsis arculifera |
|               | |
|               | Adeonellopsis baccata |
|               | |
|               | Adeonellopsis coscinophora |
|               | |
|               | Adeonellopsis crosslandi |
|               | |
|               | Adeonellopsis distoma |
|               | |
|               | Adeonellopsis falcifera |
|               | |
|               | Adeonellopsis foliacea |
|               | |
|               | Adeonellopsis hexangularis |
|               | |
|               | Adeonellopsis meandrina |
|               | |
|               | Adeonellopsis multiporosa |
|               | |
|               | Adeonellopsis parvipuncta |
|               | |
|               | Adeonellopsis pentapora |
|               | |
|               | Adeonellopsis portmarina |
|               | |
|               | Adeonellopsis sulcata |
|               | |
|               | Adeonellopsis tuberculata |
|               | |
|               | Adeonellopsis unilamellosa |
|               | |

|  | Adeonellopsis antilleana   |
|  |                            |
|  | Adeonellopsis arculifera   |
|  |                            |
|  | Adeonellopsis baccata      |
|  |                            |
|  | Adeonellopsis coscinophora |
|  |                            |
|  | Adeonellopsis crosslandi   |
|  |                            |
|  | Adeonellopsis distoma      |
|  |                            |
|  | Adeonellopsis falcifera    |
|  |                            |
|  | Adeonellopsis foliacea     |
|  |                            |
|  | Adeonellopsis hexangularis |
|  |                            |
|  | Adeonellopsis meandrina    |
|  |                            |
|  | Adeonellopsis multiporosa  |
|  |                            |
|  | Adeonellopsis parvipuncta  |
|  |                            |
|  | Adeonellopsis pentapora    |
|  |                            |
|  | Adeonellopsis portmarina   |
|  |                            |
|  | Adeonellopsis sulcata      |
|  |                            |
|  | Adeonellopsis tuberculata  |
|  |                            |
|  | Adeonellopsis unilamellosa |
|  |                            |